# Cyathula triuncinella
Cyathula triuncinella är en amarantväxtart som beskrevs av Schinz. Cyathula triuncinella ingår i släktet Cyathula, och familjen amarantväxter. Inga underarter finns listade i Catalogue of Life.